# Sporobolus scabridus
Sporobolus scabridus là một loài thực vật có hoa trong họ Hòa thảo. Loài này được S.T.Blake miêu tả khoa học đầu tiên năm 1941.